# بلاك بيري ماسنجر
بلاك بيري مسنجر (بالإنجليزية: BBM)‏ هو برنامج مراسلة فورية عن طريق الإنترنت مضمن في أجهزة البلاك بيري والذي يسمح بالتراسل بين مستخدمي أجهزة البلاك بيري. تم تطويره من قبل شركة بلاك بيري ليمتد (المعروفة سابقاً بريسيرش إن موشن (RIM))، المصنعة لأجهزة البلاك بيري. الرسائل المرسلة من خلال بلاك بيري مسنجر يتم نقلها عبر الإنترنت من خلال رقم التعريف الشخصي (PIN)، لذلك كانت المراسلة تقتصر بين أجهزة البلاك بيري فقط حتى وقت قريب. الآن تم تطوير التطبيق ليعمل على منصتي تشغيل أندرويد وآي أو إس.

## المميزات
- إرسال واستقبال الرسائل الغير محدودة.
- إرسال ملفات الموسيقى.
- سهولة تغيير الصورة الشخصية والوقت.
- مشاركة الصور والفيديو مع عدة جهات اتصال في وقت واحد.
- إضافة جهات اتصال عن طريق مسح رموز أو تبادل أرقام التعريف الشخصية.
- إنشاء المجموعات والدردشة في فئات.
- المراسلة الفورية مع الأصدقاء.
- تعيين نغمة تنبيه مختلفة لكل شخص.

## العيوب
- لا يمكن الاتصال والمراسلة إلى أي شخص حتي وان كان ذات معرفة شخصية، إلا بوجود البن كود الخاص بشات بلاك بيري BBM.

## وصلات خارجية
- بلاك بيري ماسنجر على موقع Google Play (الإنجليزية)
- الموقع الرسمي